# Köpingsfesten
Köpingsfesten är en årlig stadsfestival i Köping.
Festen arrangeras av lokaltidningen Magazin24.se tillsammans med evenemangsföretaget Event Sweden. För barn och ungdomar finns konserter, talangjakter och tivoli. Köpingsfesten har tidigare kallats för grisfesten på grund av att man grillade grisar på torget.